# Emilie Nautnes
Emilie Nautnes, née le 13 janvier 1999, est une footballeuse internationale norvégienne évoluant au poste d'attaquante avec le club de Madrid CFF.

## Biographie

### Parcours en club
Après avoir joué en 2014 avec le club de Fortuna en 1.divisjon (2ème division), elle signe en 2015 au club d'Arna-Bjørnar.

### Parcours en équipe nationale
Après avoir écumé les différentes sélections de jeunes, Emilie Nautnes reçoit sa première sélection en équipe nationale A le 11 novembre 2018 face au Japon (défaite 4-1).
Le 2 mai 2019, elle est appelée pour disputer la Coupe du monde 2019 organisée en France.